# Дрда, Ян
Ян Дрда (чеш. Jan Drda; 4 апреля 1915, Пршибрам — 28 ноября 1970, Добржиш) — чешский прозаик, драматург, сценарист, редактор, общественный деятель. Лауреат Государственной премии ЧССР (1953).

## Биография
Сын рабочего. После смерти матери, воспитывался бабушкой. Окончил гимназию и поступил на философский факультет Карлова университета в Праге (1934—1938). Университет не окончил.
В 1932 печатался в журнале «Studentský časopis». Во время студенчества был редактором университетской газеты «Rozbor».
С 1937 связан с газетой «Лидове новины», редактировал отдел культуры, писал репортажи, фельетоны, скетчи. В 1948—1952 — главный редактор газеты. Написал несколько киносценариев.
Участник Движения Сопротивления Чехословакии во время протектората, а позже — восстания в Праге в 1945 году.
В 1945 вступил в чехословацкую компартию. В 1949—1956 был первым секретарем Союза чехословацких писателей. Избирался депутатом Законодательного национального собрания Чехословакии (1948—1954).
В 1968 году открыто выступил против ввода войск стран Варшавского договора в Чехословакию, за что был уволен с поста редактора еженедельника «Svět práce» и через два года умер в доме творчества в замке Добржише.

## Творчество
Ян Дрда, относится к так называемому, молодому поколению чешских писателей, начавшему литературное творчество во время Второй мировой войны.
В первом романе «Городок на ладони» («Městečko na dlani», 1940) автор рисует жизнь маленького городка накануне Первой мировой войны, раскрывает духовное богатство трудящегося человека. В социально-психологическом романе «Живая вода» («Živá voda», 1941) показан тяжкий путь вышедшего из народной среды молодого скульптора к овладению искусством. В романе «Странствования Петра Семилгуна» («Putování Petra Sedmilháře», 1943) в причудливом переплетении фантастики и реальности отражена атмосфера фашистского оккупационного режима.
В послевоенные годы Дрда создал серию рассказов о героической борьбе чешского народа против оккупантов (сборник «Немая баррикада» — «Němá barikáda», 1946); ряд рассказов этого сборника был экранизирован.
Темы народного сопротивления оккупантам и строительства социализма в Чехословакии нашли отражение в сборнике рассказов «Красная Тортиза» («Krásná Tortiza», 1952). В драматургии Дрда продолжал традиции народных сказочных пьес Й. К. Тыла. В пьесе-сказке «Шутки с чертом» («Hrátky s čertem», 1946), которая была инсценирована в русской переработке (совместно с И. Штоком) для кукольного и др. театров под названием «Чертова мельница», автор прославляет человечность и мужественный оптимизм людей из народа.
Комедия «Романс об Ольдржихе и Божене» («Romance o Oldřichu a Boženě», 1953) посвящена социалистической перестройке деревни. Сатирическая комедия «Далскабаты, грешная деревня, или Забытый черт» («Dalskabáty hříšná ves aneb Zapomenutý čert», 1960) в сказочной форме передает победоносную борьбу народного лагеря против «дьявольского мира», «денежного мешка». Результатом поездки в Латинскую Америку стала книга путевых очерков «Горящая земля» («Horká půda», 1955).
Для писателя, выросшего на почве народного творчества, характерны сказовая манера письма, образы народной фантазии, красочный поэтический язык, сочный юмор.
Публицистика Дрды представлена книгами «Мир, наблюдаемый без спешки» («Svět viděný zpomaloučka», 1943) и «Письма из Нюрнберга» («Listy z Norimberka», 1946).
Выступал также как литературный критик, пропагандист социалистического реализма.

## Фильмография
Автор сценариев или экранизированных произведений в более 25 фильмах и телефильмах:
Экранизации:
- 1949 — Немая баррикада / Nemá barikáda, реж. Отакар Вавра — по одноимённой повести
- 1960 — Следы / Stopy, реж. Яромил Йиреш — по рассказу «Деревенская история»